# Női 3000 méteres rövidpályásgyorskorcsolya-váltó a 2022. évi téli olimpiai játékokon
A 2022. évi téli olimpiai játékokon a rövidpályás gyorskorcsolya női 3000 méteres váltó versenyszámát február 9-én és 13-án rendezték. Az aranyérmet a holland váltó nyerte. Magyar csapat nem vett részt a versenyen.

## Rekordok
A versenyt megelőzően a következő rekordok voltak érvényesek:
| Világrekord     | Hollandia       | 4:03,471 | Phjongcshang, Dél-Korea | 2018. február 20. |
| Olimpiai rekord | Hollandia (NED) | 4:03,471 | Phjongcshang, Dél-Korea | 2018. február 20. |

A versenyen új olimpiai rekord született:
| Olimpiai rekord | Hollandia (NED) | 4:03,409 | Peking, Kína | 2022. február 13. |

## Naptár
Az időpontok helyi idő szerint (UTC+8), zárójelben magyar idő szerint (UTC+1) olvashatóak.
| Időpont                    | Forduló   |
| -------------------------- | --------- |
| február 9., 20:45 (13:45)  | Elődöntők |
| február 13., 19:35 (12:35) | B-döntő   |
| február 13., 19:44 (12:44) | A-döntő   |

## Eredmények
A rövidítések jelentése a következő:
- WR: világrekord
- OR: olimpiai rekord
- QA: az A-döntőbe jutott
- QB: a B-döntőbe jutott
- ADV: továbbjutás bírói döntés alapján
- PEN: kizárás

### Elődöntők
| Helyezés | Csapat                                       | Versenyzők                                                                      | Idő      | Mj       |
| 1. futam | 1. futam                                     | 1. futam                                                                        | 1. futam | 1. futam |
| -------- | -------------------------------------------- | ------------------------------------------------------------------------------- | -------- | -------- |
| 1.       | Hollandia (NED)                              | Suzanne Schulting Selma Poutsma Xandra Velzeboer Yara van Kerkhof               | 4:04,133 | QA       |
| 2.       | Kína (CHN)                                   | Han Yutong Qu Chunyu Fan Kexin Zhang Yuting                                     | 4:04,383 | QA       |
| 3.       | Lengyelország (POL)                          | Nikola Mazur Natalia Maliszewska Kamila Stormowska Patrycja Maliszewska         | 4:10,074 | QB       |
| 4.       | Olaszország (ITA)                            | Arianna Fontana Cynthia Mascitto Martina Valcepina Arianna Valcepina            | 4:17,438 | QB       |
| 2. futam |                                              |                                                                                 |          |          |
| 1.       | Kanada (CAN)                                 | Courtney Sarault Florence Brunelle Kim Boutin Alyson Charles                    | 4:05,893 | QA       |
| 2.       | Dél-Korea (KOR)                              | Seo Whi-min Choi Min-jeong Kim A-lang Lee Yu-bin                                | 4:05,904 | QA       |
| 3.       | Az Orosz Olimpiai Bizottság versenyzői (ROC) | Szofija Proszvirnova Jekatyerina Jefremenkova Jelena Szeregina Anna Vosztrikova | 4:06,064 | QB       |
| 4.       | Egyesült Államok (USA)                       | Kristen Santos Corinne Stoddard Maame Biney Julie Letai                         | 4:06,098 | QB       |

### Döntők
B-döntő
| Helyezés | Csapat                                       | Versenyzők                                                                      | Idő      | Mj  |
| -------- | -------------------------------------------- | ------------------------------------------------------------------------------- | -------- | --- |
| 5.       | Olaszország (ITA)                            | Arianna Fontana Martina Valcepina Arianna Sighel Arianna Valcepina              | 4:09,688 |     |
| 6.       | Lengyelország (POL)                          | Nikola Mazur Natalia Maliszewska Kamila Stormowska Patrycja Maliszewska         | 4:10,210 |     |
| –        | Az Orosz Olimpiai Bizottság versenyzői (ROC) | Szofija Proszvirnova Jekatyerina Jefremenkova Jelena Szeregina Anna Vosztrikova |          | PEN |
| –        | Egyesült Államok (USA)                       | Kristen Santos Corinne Stoddard Maame Biney Julie Letai                         |          | PEN |

A-döntő
| Helyezés | Csapat          | Versenyzők                                                        | Idő      | Mj |
| -------- | --------------- | ----------------------------------------------------------------- | -------- | -- |
| Arany    | Hollandia (NED) | Suzanne Schulting Selma Poutsma Xandra Velzeboer Yara van Kerkhof | 4:03,409 | OR |
| Ezüst    | Dél-Korea (KOR) | Seo Whi-min Choi Min-jeong Kim A-lang Lee Yu-bin                  | 4:03,627 |    |
| Bronz    | Kína (CHN)      | Qu Chunyu Zhang Chutong Fan Kexin Zhang Yuting                    | 4:03,863 |    |
| 4.       | Kanada (CAN)    | Courtney Sarault Florence Brunelle Kim Boutin Alyson Charles      | 4:04,329 |    |

### Végeredmény
A csapatok helyezéseit fordulónként határozták meg. Először a fordulókban elért helyezések döntöttek, ha ez azonos volt, akkor a jobb időeredmény döntött.
| Helyezés | Csapat                                       | Versenyzők                                                                          | Elődöntő | B-döntő  | A-döntő | Legjobb idő |
| -------- | -------------------------------------------- | ----------------------------------------------------------------------------------- | -------- | -------- | ------- | ----------- |
| Arany    | Hollandia (NED)                              | Suzanne Schulting Selma Poutsma Xandra Velzeboer Yara van Kerkhof                   | 1.       | –        | 1.      | 4:03,409    |
| Ezüst    | Dél-Korea (KOR)                              | Seo Whi-min Choi Min-jeong Kim A-lang Lee Yu-bin                                    | 2.       | –        | 2.      | 4:03,627    |
| Bronz    | Kína (CHN)                                   | Han Yutong Qu Chunyu Zhang Chutong Fan Kexin Zhang Yuting                           | 2.       | –        | 3.      | 4:03,863    |
| 4.       | Kanada (CAN)                                 | Courtney Sarault Florence Brunelle Kim Boutin Alyson Charles                        | 1.       | –        | 4.      | 4:04,329    |
| 5.       | Olaszország (ITA)                            | Arianna Fontana Cynthia Mascitto Martina Valcepina Arianna Sighel Arianna Valcepina | 4.       | 1.       | –       | 4:09,688    |
| 6.       | Lengyelország (POL)                          | Nikola Mazur Natalia Maliszewska Kamila Stormowska Patrycja Maliszewska             | 3.       | 2.       | –       | 4:10,074    |
| 7.       | Az Orosz Olimpiai Bizottság versenyzői (ROC) | Szofija Proszvirnova Jekatyerina Jefremenkova Jelena Szeregina Anna Vosztrikova     | 3.       | kizárták | –       | 4:06,064    |
| 8.       | Egyesült Államok (USA)                       | Kristen Santos Corinne Stoddard Maame Biney Julie Letai                             | 4.       | kizárták | –       | 4:06,098    |